# Strychnos chrysophylla
Strychnos chrysophylla är en tvåhjärtbladig växtart som beskrevs av Ernest Friedrich Gilg. Strychnos chrysophylla ingår i släktet Strychnos och familjen Loganiaceae. Inga underarter finns listade i Catalogue of Life.